# Aïn Larbi
Aïn Larbi (arabisch عين العربي, DMG ʿAin al-ʿArabī) ist eine algerische Gemeinde in der Provinz Guelma mit 7.756 Einwohnern. (Stand: 1998)

## Geographie
Aïn Larbi wird umgeben von Ben Djarah und Guelma im Norden, von Aïn Sandel im Osten und von Aïn Makhlouf im Westen.